# Geocharis rubra
Geocharis rubra är en enhjärtbladig växtart som beskrevs av Henry Nicholas Ridley. Geocharis rubra ingår i släktet Geocharis och familjen Zingiberaceae. Inga underarter finns listade i Catalogue of Life.